# Emilio Alonso Larrazábal
Emilio Alonso Larrazábal, detto Emilín  (Getxo, 25 maggio 1912 – Città del Messico, 29 dicembre 1989), è stato un calciatore spagnolo di ruolo attaccante.

## Carriera

### Club
Iniziò la sua carriera nell'Arenas Getxo, la squadra della sua città natale. Nel 1933 fu acquistato dal Real Madrid. Diventò un titolare della squadra della capitale, vincendo per due volte la Copa de la República. Lo scoppiò della guerra civile spagnola del 1936 fermò il campionato spagnolo.
Durante la guerra, fu organizzata una selezione maschile di calcio dei Paesi Baschi, denominata "Euskadi", ed Alonso entrò a farne parte essendo anche lui basco. L'Euskadi intraprese una tournée internazionale, prima in Europa e poi in America. L'allenatore era Pedro Vallana. Nel 1938-1939 disputò anche il campionato messicano.
Alonso si stabilì in Messico e continuò a viverci anche dopo il conflitto.

### Nazionale
Nel 1936, prima della guerra civile, collezionò due presenze con la nazionale spagnola, contro Austria e Germania.

## Palmarès

### Club

#### Competizioni nazionali
- Coppa di Spagna: 2

Real Madrid: 1934, 1936